# Матей Митрович
Матей Митрович (хорв. Matej Mitrović, нар. 10 листопада 1993, Пожега) — хорватський футболіст, захисник клубу «Рієка».

## Клубна кар'єра
Народився 10 листопада 1993 року в місті Пожега. Вихованець футбольної школи клубу «Цибалія». Дорослу футбольну кар'єру розпочав 2012 року в основній команді того ж клубу, в якій провів один сезон, взявши участь у 40 матчах чемпіонату. Більшість часу, проведеного у складі «Цибалії», був основним гравцем захисту команди.
До складу клубу «Рієка» приєднався 2013 року. Відтоді встиг відіграти за команду з Рієки 77 матчів в яких забив три голи.
З турецьким клубом «Бешикташ» уклав контракт на початку 2017 року, утім невдовзі був відданий в оренду до бельгійського «Брюгге», який згодом уклав з хорватом повноцінний контракт.

## Виступи за збірні
2012 року дебютував у складі юнацької збірної Хорватії, взяв участь у 12 іграх на юнацькому рівні, відзначившись одним забитим голом.
Протягом 2012–2014 років залучався до складу молодіжної збірної Хорватії. На молодіжному рівні зіграв у 10 офіційних матчах.
2014 року дебютував в офіційних матчах у складі національної збірної Хорватії. Наразі провів у формі головної команди країни 12 матчів, забивши 2 голи.

## Титули і досягнення
- Володар Кубка Хорватії (1):

«Рієка»: 2013-14
- Володар Суперкубка Хорватії (1):

«Рієка»: 2014
- Чемпіон Туреччини (1):

«Бешікташ»: 2016-17
- Чемпіон Бельгії (4):

«Брюгге»: 2017-18, 2019-20, 2020-21, 2021-22
- Володар Суперкубка Бельгії (2):

«Брюгге»: 2018, 2021